# سركمر برزيان (كفشكنان)
سركمر برزيان (بالفارسية: سرکمربرزیان) هي قرية تقع في إيران في قسم کفشکنان الريفي.